# Vauvert
Vauvert (okcitansko Vauverd) je naselje in občina v južnem francoskem departmaju Gard regije Languedoc-Roussillon. Naselje je leta 2008 imelo 11.247 prebivalcev.

## Geografija
Kraj leži v pokrajini Camargue ob reki Vistre, 20 km jugozahodno od Nîmesa.

## Uprava
Vauvert je sedež istoimenskega kantona, v katerega so poleg njegove vključene še občine Aubord, Beauvoisin in Bernis z 20.079 prebivalci.
Kanton Vauvert je sestavni del okrožja Nîmes.

## Zanimivosti
|  |  |

- župnijska cerkev Marijinega Vnebovzetja, postaja na romarski poti v Santiago de Compostelo (Via Tolosane),
- mestna hiša iz 19. stoletja z urnim stolpom in srednjeveškimi mestnimi vrati sv. Ilja,
- dvorec s kapelo Château de Montcalm iz 19. stoletja.

## Pobratena mesta
- Valencina de la Concepción (Andaluzija, Španija).